# أونيسمو سانشيز
أونيسمو سانشيز (بالإسبانية: Onésimo Sánchez) هو مدرب كرة قدم ولاعب كرة قدم إسباني في مركز نصف الجناح، ولد في 14 أغسطس 1968 في بلد الوليد في إسبانيا. شارك مع منتخب إسبانيا تحت 21 سنة لكرة القدم. أما مع النوادي، فقد لعب مع رايو فايكانو وريال بلد الوليد ونادي إشبيلية ونادي برشلونة أتلتيك ونادي برشلونة ونادي بورغوس ونادي قادش.